# تاریخ اقتصادی ژاپن
تاریخ اقتصادی ژاپن (انگلیسی: Economic history of Japan)، بیشتر برای رشد اقتصادی شگفت‌آور در دهه ۱۸۰۰ پس از بازسازی می‌جی مورد مطالعه قرار گرفته است. این اولین قدرت بزرگ غیرغربی شد و تا زمان شکستش در جنگ جهانی دوم پیوسته گسترش یافت. هنگامی که ژاپن از ویرانی نجات یافت، تا سال ۲۰۱۰ پس از ایالات متحده در جهان فهرست کشورها بر پایه تولید ناخالص داخلی شد، زمانی که ابتدا چین و سپس آلمان در سال ۲۰۲۳ از این کشور سبقت گرفت. محققان موقعیت اقتصادی منحصربه‌فرد این کشور را در طول جنگ سرد ارزیابی کرده‌اند که صادرات به ایالات متحده می‌شود و قدرت‌های همسو با شوروی، علاقه شدیدی به وضعیت دوران پس از جنگ سرد در دهه از دست رفته (ژاپن) داشته‌اند.